# Giuseppe Prezzolini
Giuseppe Prezzolini (Pérouse, 27 janvier 1882 - Lugano, 14 juillet 1982) est un journaliste, un écrivain et un éditeur italien.

## Biographie
« L'Italie va de l'avant parce que nous sommes des imbéciles. Les fêlés travaillent, payent, crèvent. Ceux qui font semblant de faire avancer l'Italie sont les gens rusés, qui ne font rien, dépensent tout et mènent la bonne vie. »

— (Extrait du Codice della vita italiana (Code de la vie italienne), chapitre I, « Des gens rusés et des imbéciles »)
Né « par hasard » (comme il aimait à le dire) à Pérouse de parents siennois, Prezzolini se trouve amené à voyager beaucoup du fait des fonctions de son père Luigi, Préfet du royaume. Ayant perdu sa mère alors qu'il était encore enfant, Prezzolini grandit en étudiant dans la riche bibliothèque de son père.
Ayant perdu son père de bonne heure, il commence à travailler comme journaliste et rédacteur en chef alors qu'il n'a que 21 ans. Au début des années 1900, il s'installe à Paris où il entre en contact avec quelques grands personnages de la culture française de l'époque, parmi lesquels Georges Sorel et Henri Bergson. Avant de partir pour la France, il avait fait la connaissance de Giovanni Papini avec lequel il avait fondé en 1903 la revue Leonardo, qui parut jusqu'en 1907. Il connut aussi Benedetto Croce, qui influença profondément sa vision de la culture.
En 1908, il fonda La Voce, une prestigieuse revue littéraire qu'il dirigea jusqu'en 1913, et qui, pendant sa période d'existence (elle sera publiée jusqu'en 1916) traitera de sujets liés à la littérature, la politique et la société, et comptera parmi ses collaborateurs de nombreuses personnalités éminentes de l'Italie du temps.
Il participe à la Première Guerre mondiale comme capitaine de l'armée italienne.
Il s'installe aux États-Unis en 1929 où il enseigne à l'Université Columbia de New York.
Après un séjour de plus de 25 ans aux États-Unis, il retourne en Italie et s'installe sur la côte amalfitaine.
Poursuivant son activité d'écrivain et de chroniqueur pour Il Resto del Carlino, il s'établit en 1968 à Lugano, où il meurt centenaire en 1982.

## Œuvres
Parmi ses œuvres majeures: i memoriali Dopo Caporetto (1919) et Vittorio Veneto (1920) ; divers essais comme La cultura italiana (écrite en collaboration avec Giovanni Papini, 1906), des biographies, comme Benito Mussolini (1924) et Vita di Niccolò Machiavelli fiorentino (1927) et d'autres œuvres (America in pantofole, 1950 ; L'italiano inutile, 1953 ; Diario 1942-1968, 1980) et le Manifesto dei conservatori.
Ses archives et sa correspondance ont été offertes à la Bibliothèque cantonale de Lugano, où elles sont conservées.
- Dopo Caporetto. Rome, La Voce, 1919.
- Vittorio Veneto. Rome, La Voce. 1920.
- Benito Mussolini. Rome, Formiggini, 1924.
- Mi pare.... Fiume, Edizioni Delta. 1925.
- Giovanni Amendola. Rome, Formiggini, 1925.
- La cultura italiana. II edizione. Milan, Edizioni Corbaccio, 1930.
- Manifesto dei conservatori. Milano, Rusconi, 1972.
- La Voce, 1908-1913. Milano, Rusconi, 1974.
- Correspondance. 1: 1907-1918 Giuseppe Prezzolini, Ardengo Soffici. Éditée par Mario Richter. Roma, Edizioni di  Storia e Letteratura, 1977. (Scheda libro)
- Correspondance. 2: 1920-1964 Giuseppe Prezzolini, Ardengo Soffici. Éditée par Mario Richter e Maria Emanuela Raffi. Roma, Edizioni di  Storia e Letteratura, 1982.
- Diario, 1900-1941. Milan, Rusconi, 1978.
- Diario, 1942-1968. Milan, Rusconi, 1980.
- Diario, 1968-1982. Milan, Rusconi, 1999.
- L'Italia finisce, ecco quel che resta. Milan, Rusconi, 1994.  (ISBN 8818700693).
- Vita di Niccolò Machiavelli fiorentino. Milan, Rusconi, 1994.  (ISBN 8818700871).
- L'italiano inutile. Milan, Rusconi, 1994.  (ISBN 8818700707).
- Intervista sulla Destra. Milan, Mondadori, 1994.  (ISBN 8804387246).
- Codice della vita italiana, Robin, 2003.  (ISBN 8873710220).
- Addio a Papini. Con Ardengo Soffici, édité par M. Attucci et L. Corsetti. Poggio a Caiano - Prato, Associazione Culturale Ardengo Soffici - Pentalinea, 2006.  (ISBN 88-86855-41-9).

Une partie de la correspondance de Giuseppe Prezzolini a été éditée par les "Edizioni di Storia e Letteratura" de Rome (détail).

## Décorations
1re classe / Chevalier grand-croix : Cavaliere di Gran Croce Ordine al Merito della Repubblica Italiana (34.522), proposée par le President de la Republique, 24 juin 1971